# جنگل‌های خزان‌دار مرطوب کوهسارهای شرقی
جنگل‌های خزان‌دار مرطوب کوهسارهای شرقی (به انگلیسی: Eastern Highlands moist deciduous forests) یک منطقهٔ مسکونی و جنگل در هند است که در آندرا پرادش واقع شده‌است.